# Michael Dietmayr

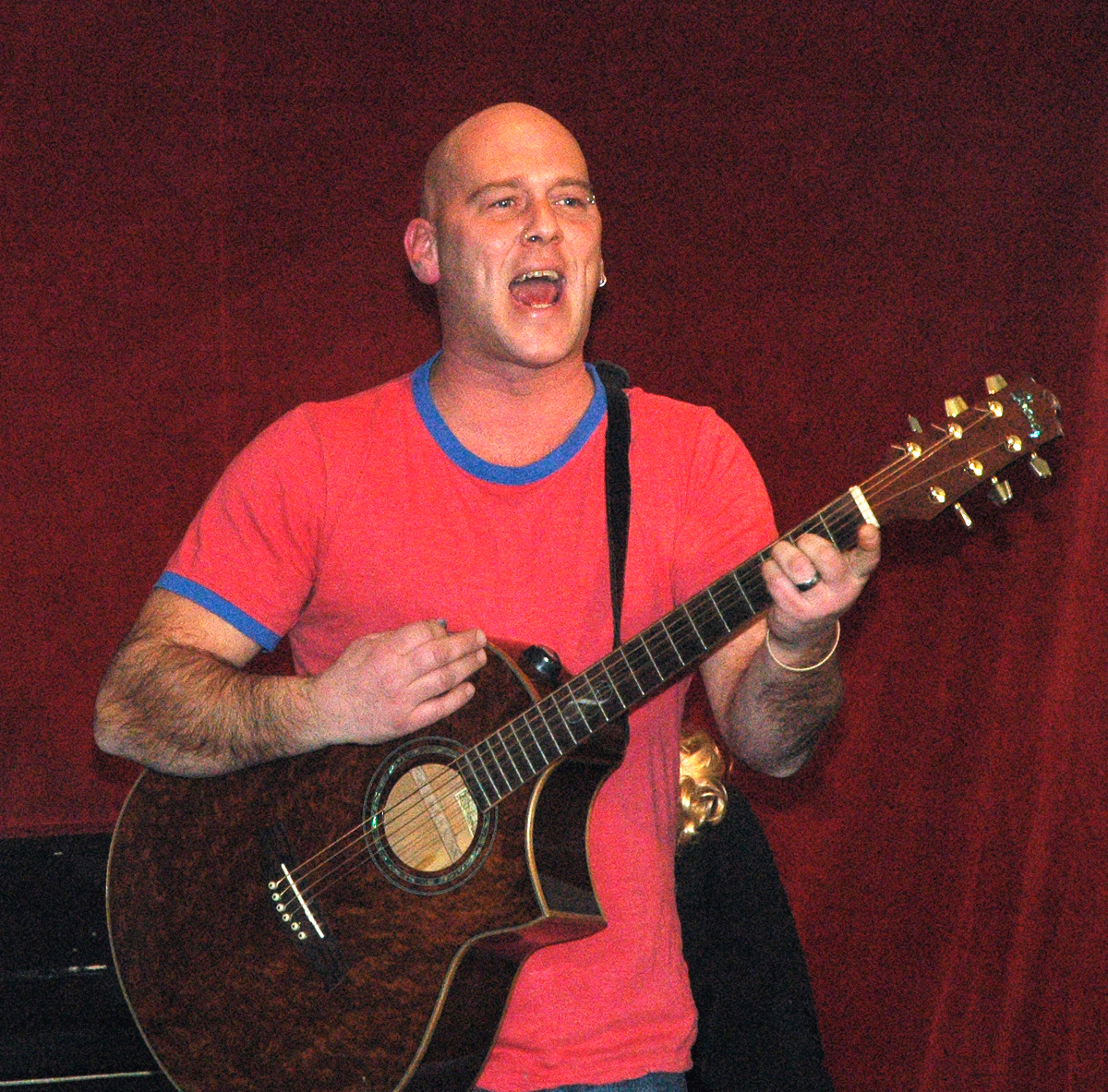
Michi Dietmayr live Poetenstammtisch im Fraunhofer 2013

Michael Dietmayr (* 27. Juni 1975 in München) ist ein deutscher Liedermacher, Musikkabarettist und Schauspieler.

## Leben
Dietmayr wurde am 27. Juni 1975 in München geboren und wuchs in Oberschleißheim auf. Er hat einen drei Jahre älteren Bruder. Von 1991 bis 1994 erhielt er eine Ausbildung zum Kfz-Mechaniker. Danach arbeitete er in einer Heilpädagogischen Tagesstätte. 1996 erhielt Dietmayr die Mittlere Reife, 1998 das Fachabitur und 2003 das Diplom im Studiengang Soziale Arbeit. Während der Studienzeit arbeitete er in Festanstellung beim Kreisjugendring München-Land. Im Juni 2008 erhielt er einen Abschluss zum Kulturpädagogen mit dem Schwerpunkt Theater. Dietmayr ist seit 2003 verheiratet und hat zwei Töchter.

## Karriere
1991 spielte er in der Band Drunken Angels, 1992 bei Suspekt und Common Leach. 1992 war sein erster öffentlicher Auftritt. Von 1995 bis 2005 war er Mitglied von Akzent und trat auch solo auf. 
Im Jahr 2000 veröffentlichte er einen seiner bis heute bekanntesten Songs "Koa Bier", welcher von verschiedenen Musikern und Bands gecovert wurde.  
Seit 2006 spielt er größtenteils seine Soloprogramme.
Im November 2008 gelang ihm mit dem Lied „Schatz, bitte nicht jetzt!“ erstmals ein Fernsehauftritt in der Sendung Ottis Schlachthof im Bayerischen Fernsehen.
Von 2008 bis 2011 trat Dietmayr mit dem Programm „Wechselhaare“ auch gemeinsam mit Christoph Weiherer auf.
Seit 2009 gibt es außerdem das Projekt „3 Männer – nur mit Gitarre“, welches aus der Formation Roland Hefter, Keller Steff und Michi Dietmayr besteht. Diese Kombination sorgt inzwischen bayernweit für regelmäßig ausverkaufte Konzerte.
Seit 2009 sah man ihn sowohl als Schauspieler wie auch als Musiker und Kabarettist in verschiedenen TV-Formaten.
Der BR-3-Moderator Matthias Matuschik spielte über ein Jahr lang Dietmayr’
s „Liebeslied in Ost-Dur“ wöchentlich in seiner Sendung, was den Bekanntheitsgrad des Münchners enorm steigerte.
Nach mehreren ausverkauften Konzerten im Münchner Schlachthof entschied man sich für eine größere Location und so veröffentlichte Dietmayr am 20. April 2012 seine CD „Heimat? München!“ im Circus Krone.
Nach vielen ausverkauften Konzerten mit den „3 Männern – nur mit Gitarre“ veröffentlichte er mit seinen beiden Kollegen im Oktober 2014 im ebenfalls ausverkauften Circus Krone die erste gemeinsame CD „Die G'schicht von de 3 Männer“.
Im Juli 2014 wurde die Pilotfolge des Late-Night-Talks „Schlachthof lädt d’Schieder wieder“ gedreht. Die Show-Band für diese Sendung – welche einmal im Monat mit prominenten Gästen im Münchener Schlachthof aufgezeichnet und auf München TV ausgestrahlt wurde – war „Michi & die Dietmayrs“. Des Weiteren moderiert Dietmayr die Mixed-Shows „Glacht um Acht“ in Feldmoching und die „G’mischte Schlachtplatt’n“ im Schlachthof München.
Seit Februar 2019 spielt er als Polizeihauptmeister Manfred Haas in der Serie Dahoam is Dahoam im Bayerischen Fernsehen mit.
Im Herbst 2022 startete er seine Bühnenjubiläumstour "30 Jahre live".
2023 wurde zusammen mit den Kollegen Chris Buntspecht, Christoph Theußl und Marco Pagnin die Band Circa 5 gegründet.

## Diskographie
- 1994 Es gibt halt doch noch kleine Wunder (mit Rothlehner)
- 1996 Amok (mit Rothlehner und Akzent)
- 1999 Spaß am Leben (mit Akzent)
- 1999 Keiner schreibt dir vor wie man lebt! (mit Stevie Müller)
- 2001 Bitte anhören! (mit Akzent)
- 2004 Bühnenreif (Live, mit Akzent)
- 2004 Kufenpower von der Isar (EHC Fan-Lied, mit Akzent)
- 2006 auszeit (solo)
- 2007 Herz im Süden! (solo)
- 2010 Weiber-WG (solo)
- 2011  Single Liebeslied in Ost-Dur (Michael Dietmayr & Band)
- 2012 Heimat? München! (solo & mit Band + special guest: the Petrols)
- 2014 Die G’schicht von de 3 Männer (3 Männer – nur mit Gitarre)
- 2015 solosdsislebn (solo)
- 2018 Oana muass ja macha (3 Männer – nur mit Gitarre)
- 2019 Fuaßboi, Frauen und andere G´schichtn (solo)

## Auszeichnungen
Insgesamt spielte Dietmayr zwischen 2007 und 2010 bei fünf Wettbewerben mit und konnte sich stets einen Platz unter den ersten drei Teilnehmern sichern:
- 2007  Comedy-Wettbewerb „Comoly“  3. Platz
- 2009  Kemptener Comedy-Stich  1. Platz
- 2009  Goldene Weißwurscht  2. Platz
- 2009  Ostbayerischer Kabarettpreis  1. Platz
- 2010  Hallertauer Kleinkunstpreis  2. Platz